# Warsage
Warsage (en való Warsèdge, neerlandès Weerst) és un antic municipi de Bèlgica a la Província de Lieja que el 1977 es va fusionar amb Dalhem. Té 1617 habitants i té una superfície de 834 ha.

## Història

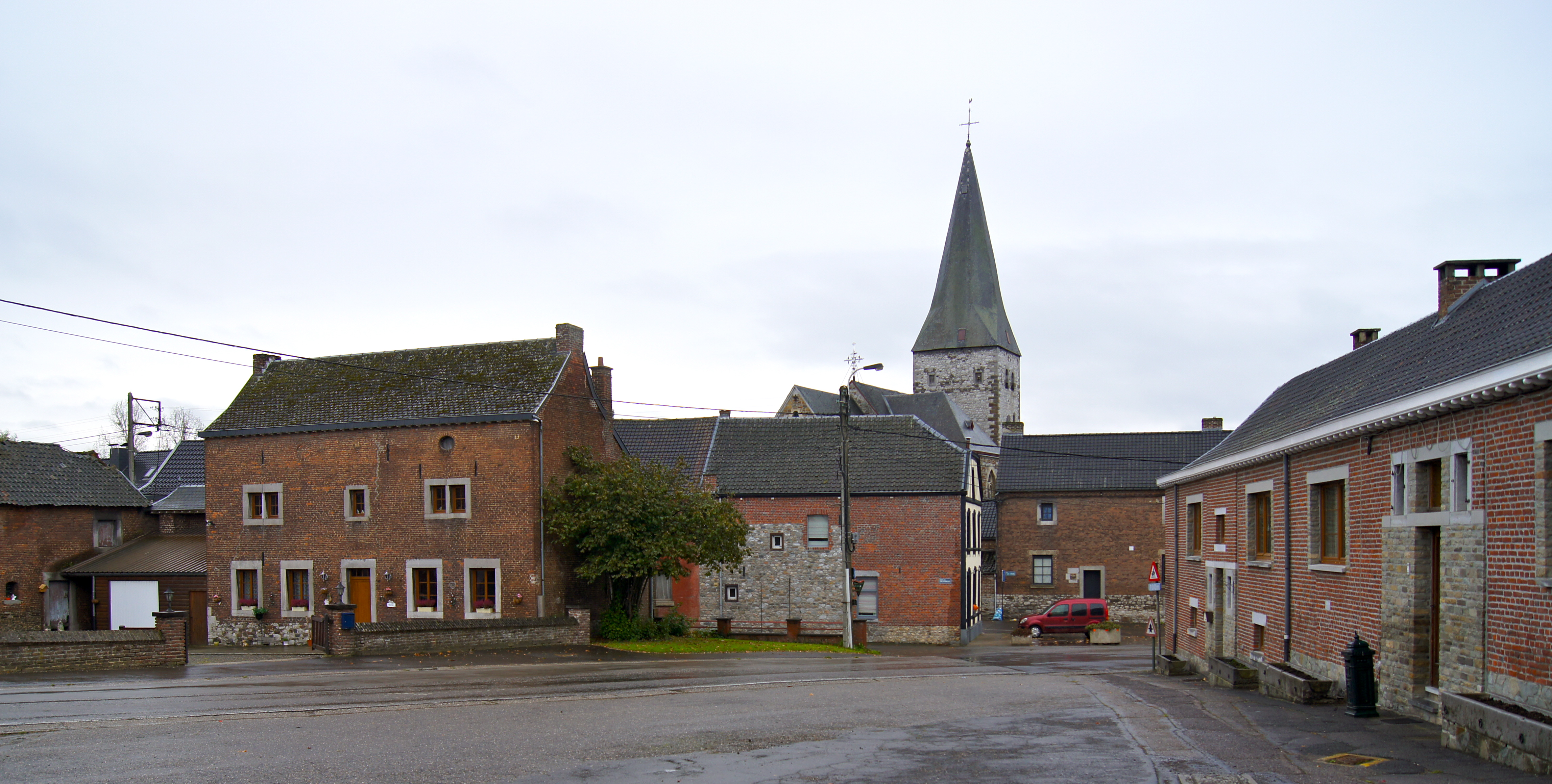
Panorama

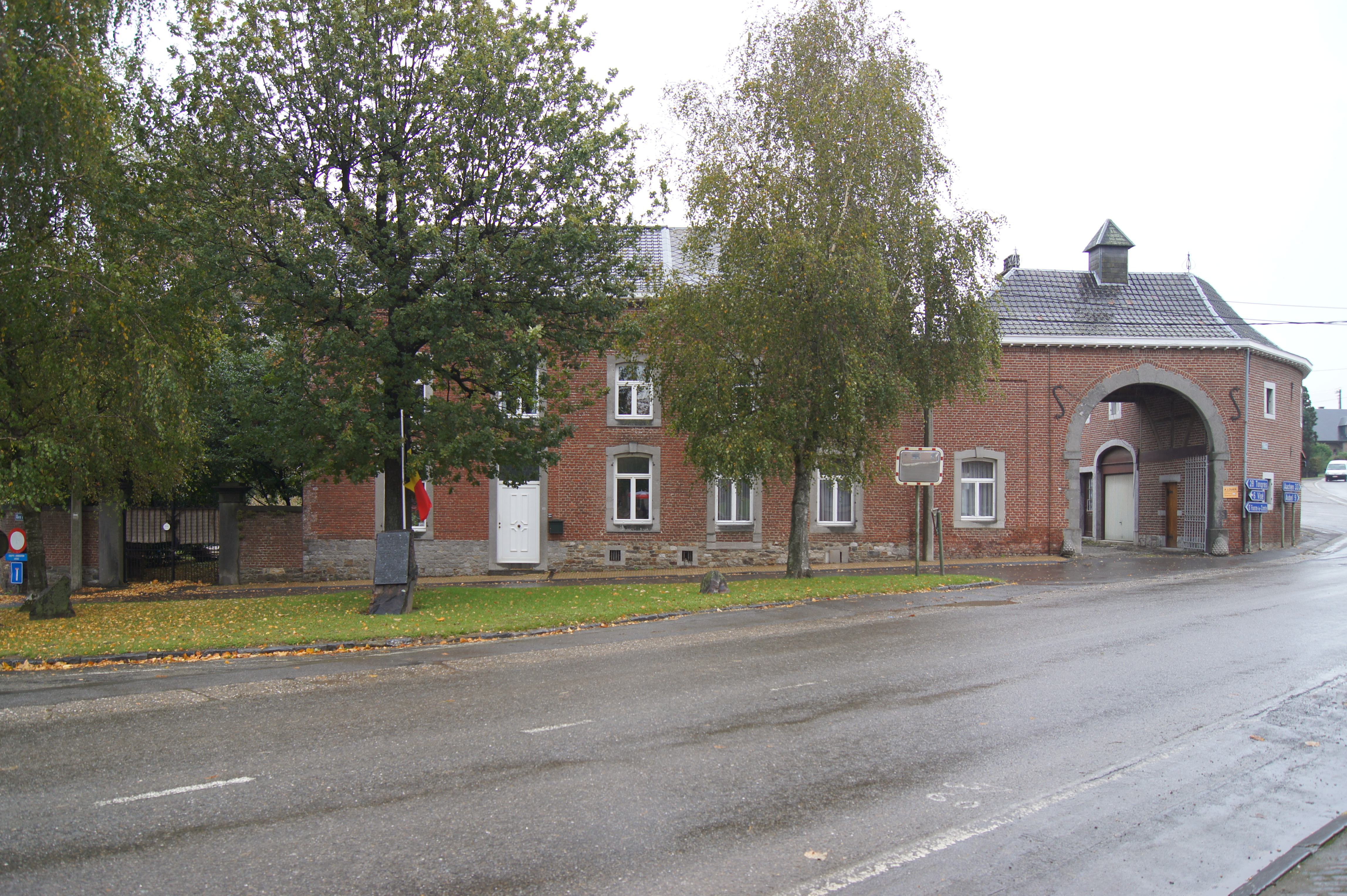
Masia

El primer esment escrit Werste data del 1213, en un acte de Lotari d'Hochstaden al qual cedeix unes terres a l'església d'Àgata de Catània de Hocht que fa fundar l'abadia de Val-Dieu. La primera església va construir-se damunt les restes d'una vil·la romana abans de l'any 1000 i va conèixer al llarg del temps diverses eixamples i transformacions. Al segle xiii, el poble depenia de la juridicció de 's-Gravenvoeren dins del País de Dalhem, però els monjos de l'Abadia de Val-Dieu van comprar més de dos terços de les terres, dels quals unes masies molt importants: la Moinerie (de Monnikenhof) i les masies Heydt, Moldt i Sart. Només a la fi del segle xvi va esdevenir una senyoria independent.
El 1283 el duc Joan I de Brabant va conquerir la zona. El 1396 passà sota dominació borgonyona i s'integra a les Disset Províncies. Durant tot el segle tota la zona va ser víctima de moltes batalles i saquejos. Als segles xvi i xvii van seguir les batalles entre l'ocupant habsburguès castellà i més tard austríac d'un costat i els calvinistes insurrectes de les Set Províncies Unides. El 1648 tot el poble va ser devastat per les tropes neerlandesos i el 1684 les tropes francesos van incendiar-lo.

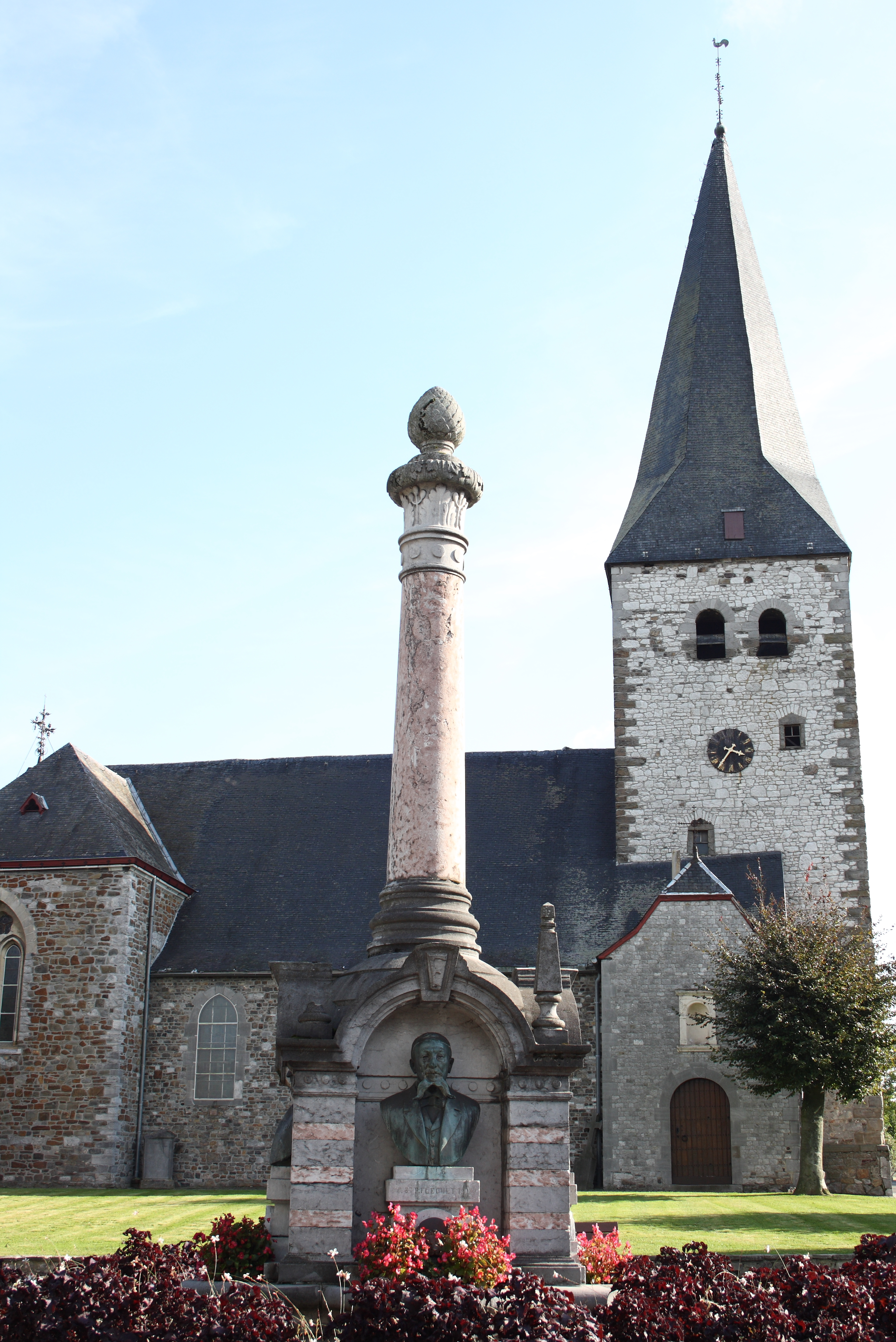
L'església i la font Fléchet

El Tractat de partició del 1661 va atorgar el poble a Castella. Al Tractat de Fontainebleau (1785) la república va cedir Warsage a Àustria en bescanvi per a parts del País de Valkenburg. La revolució francesa va suprimir el comtat de Dalhem. El 1815 passà al Regne Unit dels Països Baixos i el 1830 a Bèlgica. El 1906 va inaugurar-se una font a la plaça major, dedicada al centenari de la nissaga dels Fléchet, que de pare a fill van governar el poble durant més d'un segle. Des del 1905 tenia una estació que el connectava amb la línia 24. A l'inici servia pel transport del carbó de la mina de Trembleur, des del 1934 i fins a 1957 hi havia un servei de viatgers. Avui, només l'edifici i el nom de carrer rue de la Gare recorden aquest passat ferroviari. El 6 d'agost de 1914, a l'inici de la Primera Guerra Mundial les tropes prussianes van ocupar el poble, afusellar 14 cívils i incendiar 25 cases, sense cap raó. Aquest exaccions van repetir-se a vàris pobles de la zona i es diuen les atrocitats alemanyes.
Ara com antany, l'activitat principal del poble és l'agricultura amb la cultura típica del País d'Herve: fruita, bestiar, llet i els seus derivats. Molts habitants treballen a Visé i a Lieja. Des d'un cert temps, el poble coneix també una immigració de neerlandesos de Maastricht, atrets pels preus més baixos del sector immobiliari.

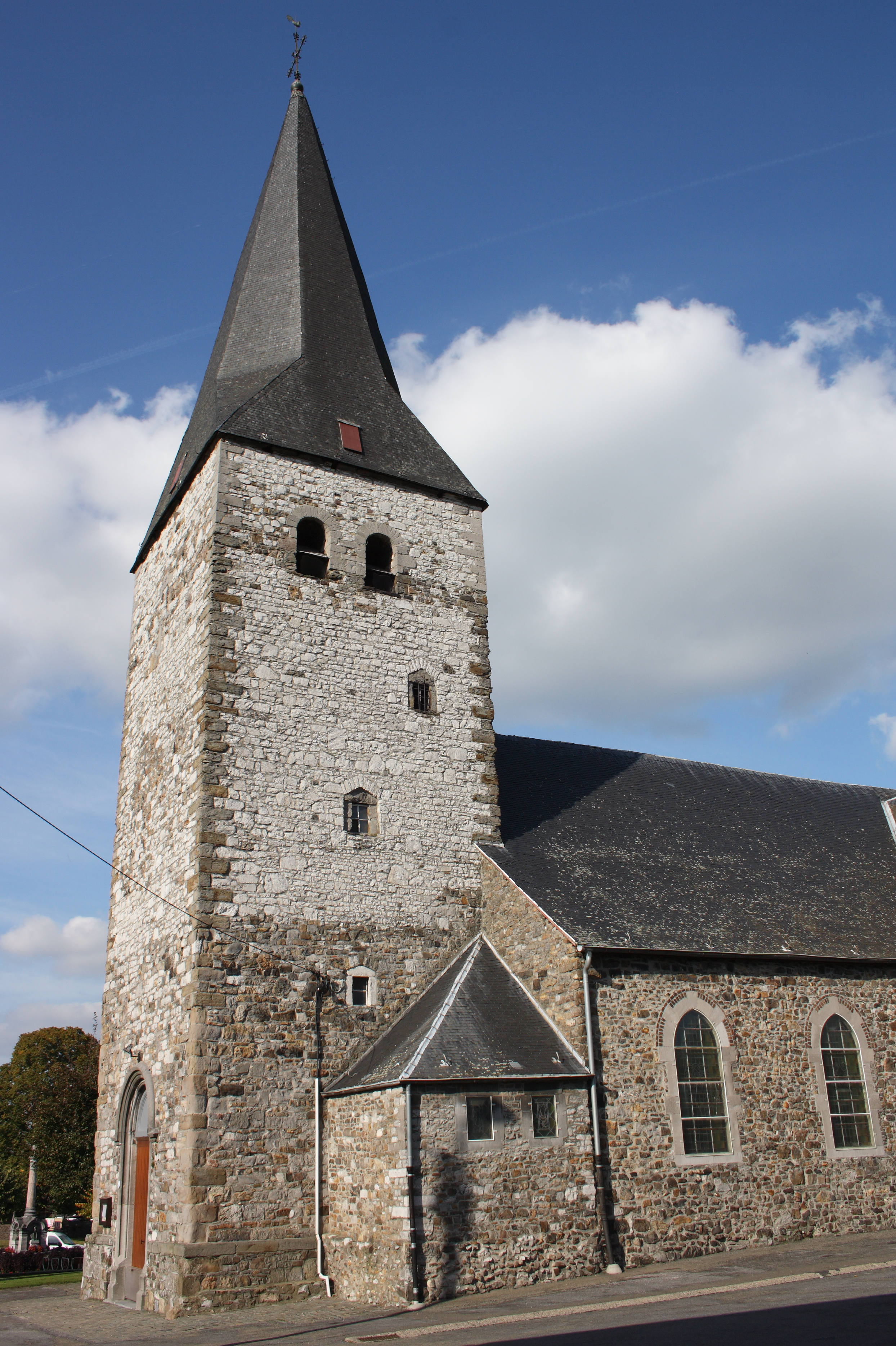
La torre fortficada de l'església de Pere
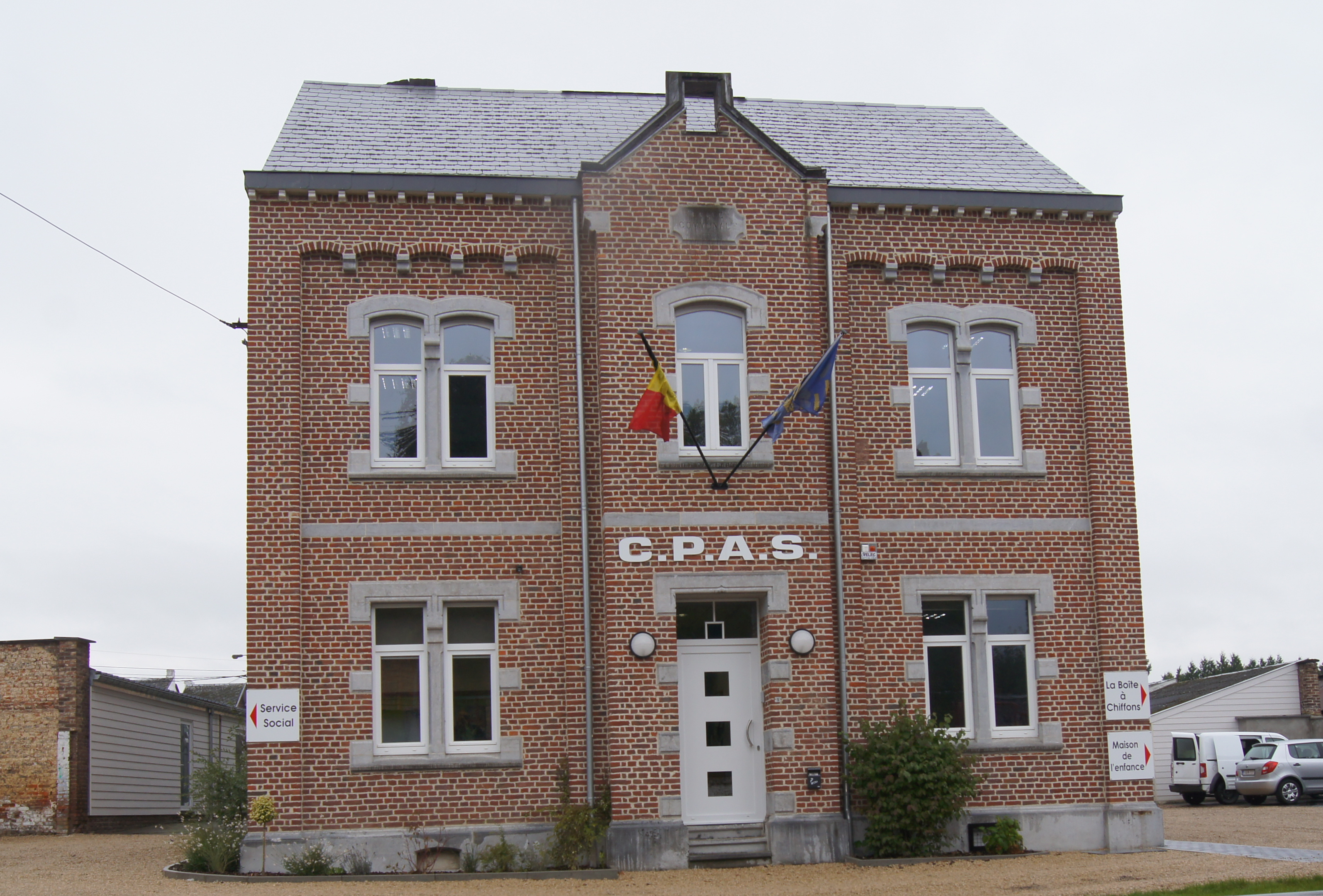
Centre públic d'acció social
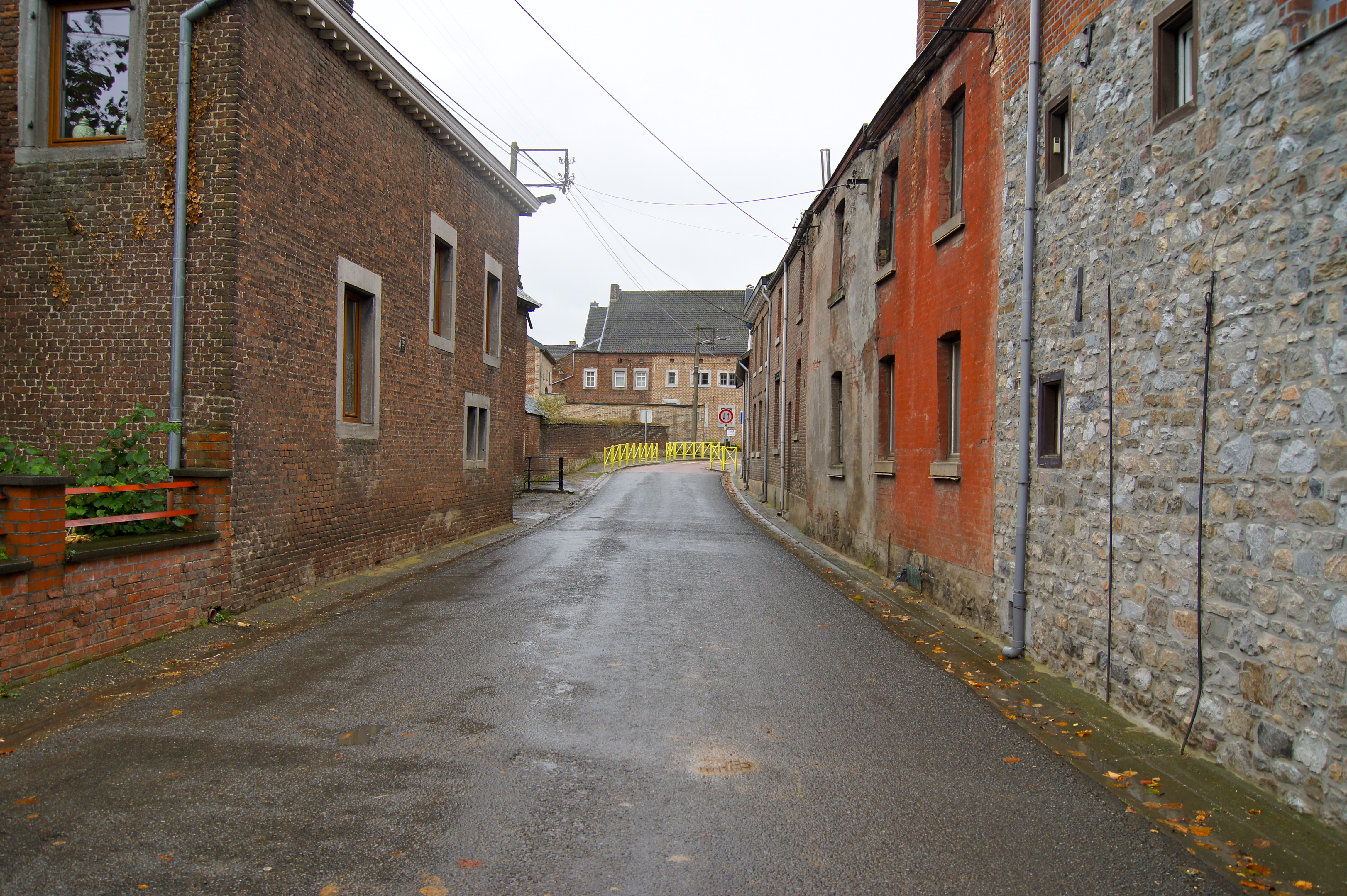
Avinguda dels presoners
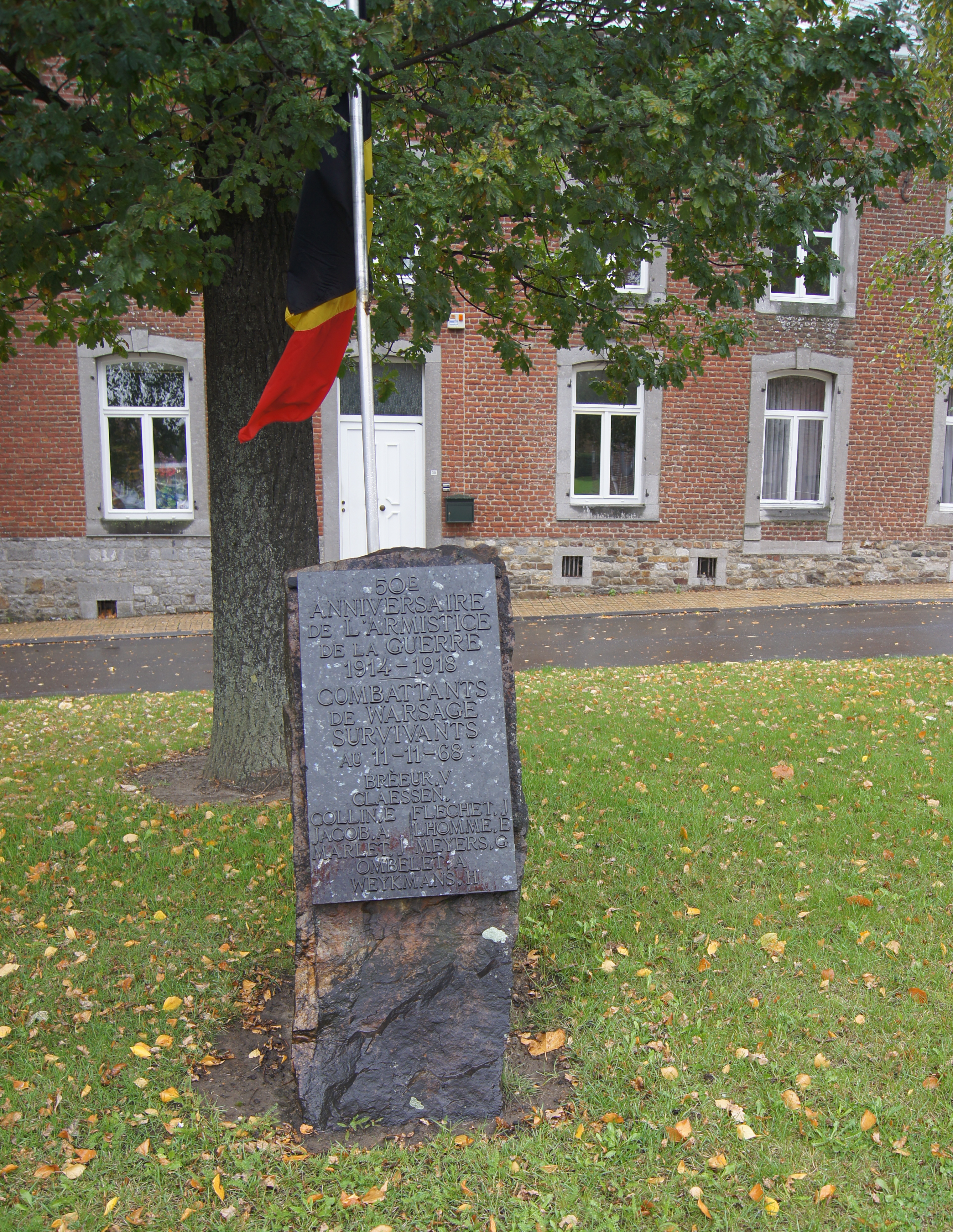
Monument pel cinquantenari de l'armistici del 1918

## Llengua
Fins al segle xvii es parlava una variant limburguesa del neerlandès, que subsisteix en alguns topònims: Craesborn, Heydt, Moldt i patronímics…. A poc a poc el poble va francesitzar-se fins que al segle xix tothom parlava francès.

## Persones
- José de l'Hotellerie de Fallois y Fernández de Heredia (1755-1809), baró de Warsage
- Roger Claessen (1941-1982), futbolista
- Emile Lejeune (1938), futbolista